# Донорство органов и тканей
Донорство органов и тканей  — это процесс, когда человек разрешает изъять свой собственный орган и пересадить его другому человеку на законных основаниях либо по согласию, пока донор жив, либо посредством юридического разрешения на донорство умершего, сделанное до смерти, или на донорство умершего с разрешения законного ближайшего родственника. Донорство органов и тканей может быть прижизненным и посмертным. Наиболее распространённым и доступным для широкого круга населения видом донорства органов и тканей является донорство крови. Но в силу гораздо более простой процедуры выделено в отдельный вид. Донорство органов после смерти с разрешения живого человека, донора, или родственников после смерти является мировой практикой. В России же посмертное донорство является само собой разумеющимся по умолчанию и без согласия на посмертное донорство после смерти человека в больнице, если человек или родственники не успели сообщить врачам об отказе от посмертного донорства органов (из-за религиозных или других причин) при поступлении в больницу. Врачи России действуют на основании Статьи 8 Закона РФ от 22.12.1992 N 4180-1 (ред. от 23.05.2016) О трансплантации органов и (или) тканей человека. В связи с этим нередки случаи возмущения родственников умерших россиян и иностранных граждан и подачи в суд на врачей и руководителей больниц после изъятия органов умерших пациентов без предварительного предупреждения пациентов и (или) их родственников об этом.
Процесс прижизненного донорства органов и тканей технически включает в себя следующие этапы:
- донор проходит медицинское обследование на предмет отсутствия противопоказаний к донорству;
- если донорство осуществляется в пользу конкретного лица, то проводится проверка биологической совместимости донора и реципиента;
- донора (а также реципиента, если он уже есть) готовят к хирургическому вмешательству по трансплантации органа; изучаются возможные последствия трансплантации для донора и реципиента; оформляются необходимые документы и получается окончательное согласие на трансплантацию;
- проводится хирургическое вмешательство по трансплантации.

## Общие положения

### США
Федеральные законы и законы штатов требуют ознакомления и согласия членов семьи с соответствием состояния больного критериям смерти мозга и возможностью донорства органов и тканей для пересадки. Ниже перечислена информация, призванная помочь родственникам понять общие положения о донорстве и пересадке тканей, которая должна быть донесена до членов семьи:
- отдельные или все возможные органы могут быть изъяты для пересадки или не для пересадки;
- изъятие органов не помешает ритуалу похорон в открытом гробу (не повлечет изменения внешнего вида тела умершего);
- члены семьи могут получить информацию о судьбе всех изъятых органов.

### Россия
В России имеется полная правовая база для органного донорства. Основополагающий документ — закон о трансплантации. В нём чётко прописано, что органы не могут являться предметом купли-продажи, прописано, какие органы и ткани не являются предметом заготовки, так же прописана структура презумпции согласия. Существует закон об охране здоровья граждан, по которому каждый гражданин может выразить своё волеизъявление. В 2015 году приняты поправки к закону об охране здоровья граждан РФ, в которых даны пояснения об организации, учёте и финансировании трансплантаций органов и тканей в РФ.
Закон, разрешающий детское донорство, подготовлен и находится в правительстве РФ. Главный кардиохирург Минздрава, директор НЦССХ имени Бакулева академик Лео Бокерия, комментируя новый документ, сказал, что это значительно повысит шансы пациентов на получение донорского органа, поскольку теперь не придётся ждать заграничные трансплантаты, что нельзя рассчитывать на донорское сердце из другой страны, потому что оно имеет критическое время сохранения, а также потому, что во всех странах введён мораторий на трансплантацию сердца иностранцам, а органов катастрофически не хватает повсюду.